# Città di Ferrara (Luftschiff)

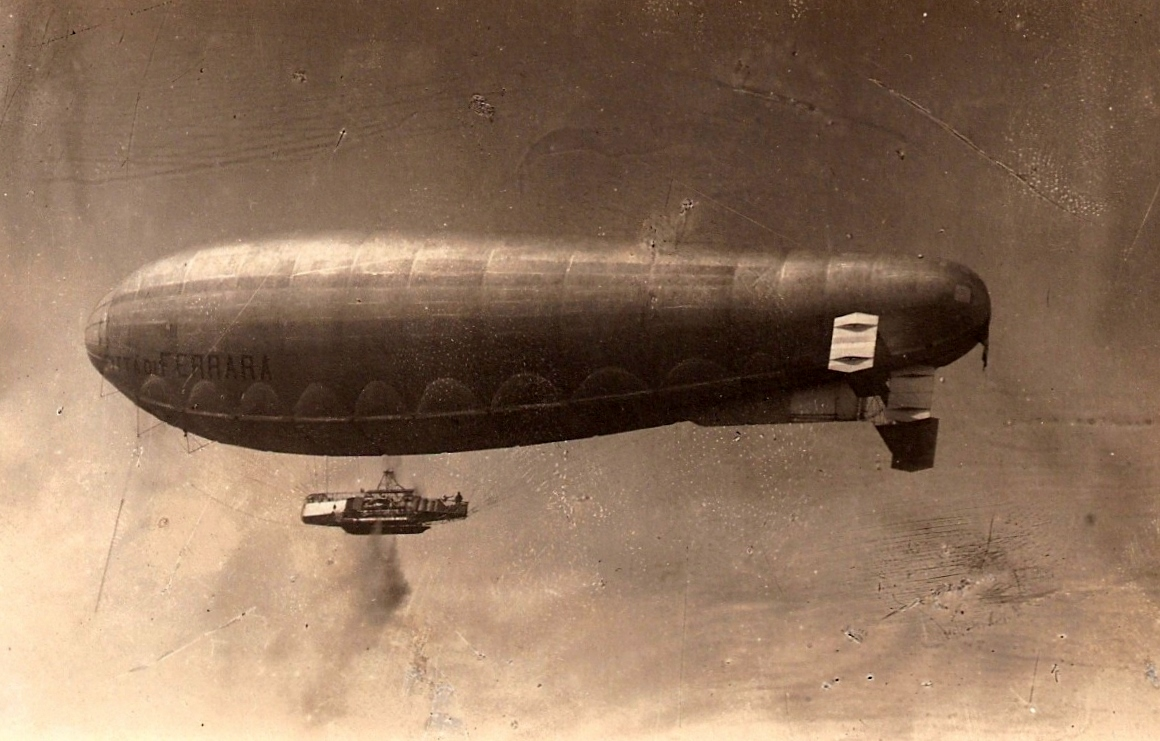
M 2 „Città di Ferrara“, 1914

Die M 2 „Città di Ferrara“ (Stadt Ferrara) war ein Militärluftschiff der italienischen Königlichen Marine (ital. Regia Marina). Hierbei handelte es sich um ein Halbstarres Luftschiff der Klasse „M“ (ital. Medio = Mittelgroß).

## Technische Daten
Die Città di Ferrara wurde von Enrico Forlanini entworfen und in Ferrara gebaut. Im August 1913 wurde sie fertiggestellt und an die Königliche Marine übergeben. Die Hülle hatte eine Länge von 83 m, einen maximalen Durchmesser von 17 m und ein Volumen von 12.000 m³. Die vier Motoren von je 125 PS trieben zwei Propeller an. Das Luftschiff trug eine Nutzlast von 3000 kg (davon 1000 kg für Bomben) und erreichte eine Geschwindigkeit von 85 km/h. Die Besatzung bestand aus zwei Offizieren und sieben Mannschaften. Sie erreichte eine maximale Höhe von 2000 bis 2500 m und war so außerhalb der Reichweite der Schnellfeuergeschütze und hatte einen Aktionsradius von 300 km. Das Militärluftschiff wurde hauptsächlich zur Bombardierung von Landzielen und vor Anker liegenden Schiffen eingesetzt.

## Geschichte
Im Frühjahr 1915 wurde das Luftschiff von Ferrara auf den Marinestützpunkt bei Jesi unter Leutnant zur See Castruccio Castracane verlegt. Als am 24. Mai 1915 das österreichisch-ungarische Schlachtschiff SMS Zrínyi die Stadt Senigallia beschoss, versuchte die Città di Ferrara das Schiff zu attackieren. Alle sechs Bomben verfehlten jedoch ihr Ziel. Das Torpedoboot SMS Velebit nahm das Luftschiff unter Beschuss – konnte aber auch keine Treffer erzielen. Am gleichen Tag um 5 Uhr morgens soll das Luftschiff auch den Hafen von Pula bombardiert haben. Hierbei liegt aber wahrscheinlich eine Verwechslung mit der Città di Jesi vor. Drei Tage später flog die Città di Ferrara einen Angriff auf Šibenik. Sie wurde zunächst beschossen aber nicht getroffen und attackierte dann einen Dampfer auf dem Prokljan-See. Danach kehrte sie zum Stützpunkt zurück. Die aufgestiegenen Flugboote konnten sie nicht mehr erreichen.
Am 8. Juni 1915 um 3 Uhr morgens bombardierte die Città di Ferrara die Danubius-Werft in Fiume. Auf dem Rückflug wurde sie von einem österreichisch-ungarischen Lohner-L-Flugboot (Dienst-Seriennummer L48) verfolgt und bei der Insel Asinello eingeholt. Das Luftschiff versuchte mittels Maschinengewehrfeuer das Flugboot abzuschießen. Dies misslang und als die Munition aufgebraucht war nährte sich das Flugboot und beschoss die Hülle des Luftschiffs mit Karabiner und spezieller zur Bekämpfung von Luftschiffen entwickelter Munition. Als diese keine Wirkung zeigte, schoss man mit der Signalpistole und schaffte so die Hülle zu entzünden. Die Città di Ferrara musste im Meer notlanden. Hierbei starben Leutnant zur See De Pisa und der Maschinist Stabsfeldwebel Mantero. Alle anderen Besatzungsmitglieder wurden von dem Torpedokanonenboot SMS Magnet gefangen genommen. Die Überreste des Luftschiffs wurden geborgen und befinden sich zum Teil heute noch im Marinemagazin.